# Vallée de Bénasque

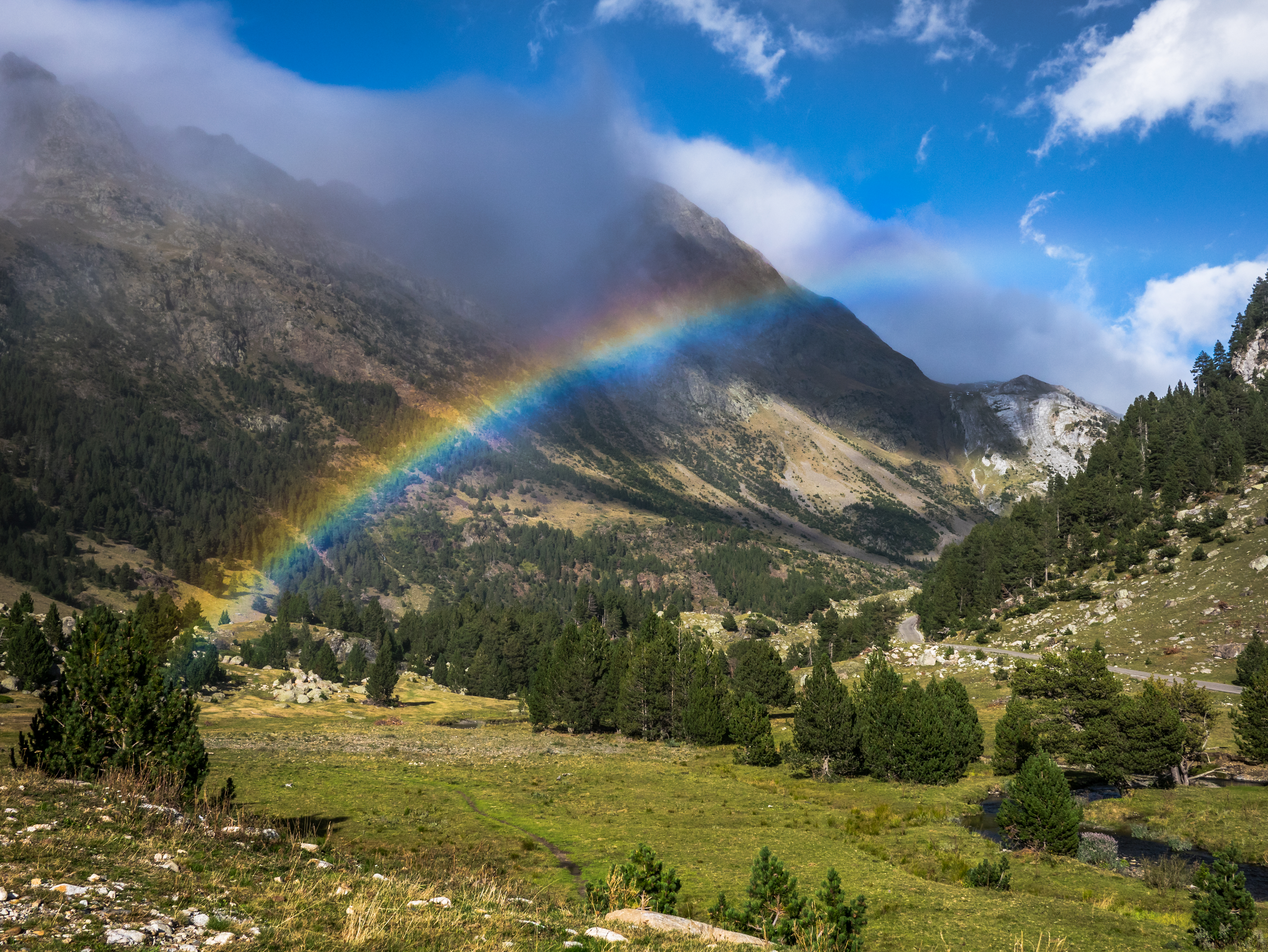
Arc-en-ciel dans la vallée de Bénasque près de Llanos del hospital. Septembre 2017.

La vallée de Bénasque (en espagnol Valle de Benasque, en aragonais Bal de Benás, en bénasquais Ball de Benás) est une vallée pyrénéenne située dans la comarque de Ribagorce (province de Huesca), dans la partie supérieure du bassin de l'Ésera, affluent du Cinca. Les communes qui appartiennent à la vallée sont Benasque et Sahún. C'est sur la commune de Bénasque que se situe Sarllé (Cerler), avec sa station de ski Aramón Cerler. Dans cette vallée, on parle le bénasquais, un dialecte de transition entre l'aragonais et le catalan.

## Flore et faune
Les sommets les plus élevés s'ornent de neiges éternelles. Dans les zones intermédiaires on peut trouver des forêts de hêtres, de sapins et de pins, et plus bas des chênes du Portugal. La vallée renferme également une réserve de chasse d'isards.

## Économie
Traditionnellement, l'économie de la vallée était liée à l'élevage bovin et ovin, à l'exploitation forestière et à quelques mines (aujourd'hui abandonnées). On y trouvait également un peu d'agriculture et des revenus provenant des installations thermales des bains de Bénasque. À l'heure actuelle, la source principale de revenus est le tourisme, en particulier, lié aux sports d'hiver.